# وسوسه (فیلم ۱۹۴۳)
وسوسه (ایتالیایی: Ossessione) فیلمی در ژانر جنایی، درام و نوآر به کارگردانی لوکینو ویسکونتی است که در سال ۱۹۴۳ منتشر شد. از بازیگران آن می‌توان به کلارا کالامی، ماسیمو جیروتی، و ویتوریو دوسی اشاره کرد. فیلم بر اساس رمان پستچی همیشه دو بار زنگ می‌زند نوشتهٔ جیمز کین ساخته شد.
علی‌رغم بحث در اینکه آیا چنین طبقه‌بندی دقیق است یا نه؛ بسیاری از منتقدان، این اثر سینماییِ لوکینو ویسکونتی را نخستین فیلم نئورئالیسم سینمای ایتالیا می‌دانند.

## خلاصه داستان
«جینو» (ماسیمو جیروتی)، خانه به‌دوشی آواره، در مسافرخانه‌ای محلی به کاری مشغول می‌شود. او پس از مدتی، به «جووانا» (کلارا کالامی)، همسر مسافرخانه‌دار (خوآن د لاندا)، علاقه‌مند می‌شود. آنان طی تصادفی ساختگی، مسافر خانه‌دار را به قتل می‌رسانند، اما خیلی زود نسبت به یکدیگر شک و دودلی پیدا می‌کنند...

## بررسی
در این فیلم، واقعیت زندگی روزانهٔ مردم شهرهای کوچک ایتالیا در پس‌زمینهٔ داستان، و نه در مرکز آن، قرار می‌گیرد، و فیلم بیش‌از آن‌که به ترسیم واقعیت‌های اجتماعی بپردازد، برکشف روان‌شناختی شخصیت‌ها تأکید می‌کند. رمان پرآوازه «پستچی همیشه دوبار زنگ می‌زند» چندین بار دیگر دست‌مایه فیلم‌هائی از کارگردانان کشورهای مختلف (از جمله پیر شنال در فرانسه و یلیام تیلور گارنت و باب رافلسن در آمریکا) قرار گرفته‌ست. این فیلم، نخستین فیلم «مهم» در مکتب نئورآلیسم ایتالیا به شمار می‌آید.